# Bavayia kopeto
Bavayia kopeto — вид геконоподібних ящірок родини диплодактилідів (Diplodactylidae). Ендемік Нової Каледонії. Описаний у 2022 році. 

## Поширення і екологія
Bavayia kopeto є ендеміками гірського масиву Копето у центральній частині Нової Каледонії. Вони живуть в тропічних лісах, на висоті понад 900 м над рівнем моря.